# クリス・マルケル
クリス・マルケル（Chris Marker, 1921年7月29日 - 2012年7月29日）は、フランスの作家、写真家、映画監督、マルチメディアアーティスト、ドキュメンタリー作家。
『ラ・ジュテ』（1962年）、『サン・ソレイユ』（1983年）で知られる。

## 来歴・人物
1921年7月29日、フランス・パリ郊外ヌイイ＝シュル＝セーヌに生まれる。本名はクリスチャン＝フランソワ・ブッシュ＝ヴィルヌーヴ（Christian-François Bouche-Villeneuve）。
ジャン＝ポール・サルトルのもとで、ギー・ドゥボールとともに哲学を学ぶ。第二次世界大戦中、ナチスに抵抗したフランスの地下組織マキ (抵抗運動) に参加。この頃からあらゆることをメモしていたことから「マーカー」（Marker）というニックネームが付いたといわれる。その後ユネスコの職員として世界中を飛び回る機会を得る。多くの社会主義国を訪れ、映画作品、雑誌の記事として記録する。
第三次世界大戦後の世界を舞台に、時間と記憶をめぐるSF短編映画『ラ・ジュテ』（1962年）で国際的な評価を得る。通常どおり撮影したフィルムをストップモーション処理したスチル写真のモンタージュで構成され、シンプルかつ効果的なナレーションで語られる。「フォトロマン」と称されるこの作品は、ジャン＝リュック・ゴダール監督の『アルファヴィル』（1965年）や『未来展望』（オムニバス『愛すべき女・女たち』の一篇、1967年）、および押井守監督の『紅い眼鏡』（1987年）、『アヴァロン』（2001年）に影響を与え、テリー・ギリアム監督の『12モンキーズ』（1995年）の原案ともなる。
1966年、製作会社「SLON」（Société de Lancement des Œuvres Nouvelles）を設立、ゴダール、ヨリス・イヴェンス、アラン・レネ、クロード・ルルーシュ、アニエス・ヴァルダ、ウィリアム・クラインに呼びかけて、オムニバス『ベトナムから遠く離れて』（1967年）を製作、自らも監督する。さらに翌1967年、ドゥー県ブザンソンの企業ロディアセタ社の大ストライキに際し、マルケルはゴダールとブリュノ・ミュエルともに「メドヴドキン集団」（Les groupes Medvedkine）を組織した。このグループ名はマルケルがリスペクトするソ連の映画監督アレクサンドル・メドヴドキン（1900年 - 1989年）から頂いたもので、ブザンソンや同県ソショーの工場で戦闘的な労働者をフィルムに収めた。『ロディアセタ』（1967年）、『また近いうちに』（1968年）、『闘争階級』（1969年）等の作品を発表、1973年まで同グループでの活動は続いた。
1982年、マルケルは『サン・ソレイユ』を完成させる。日本、アフリカ、記憶と旅をテーマに、エッセイ、モンタージュ、ドキュメンタリーの断片とフィクション、それに哲学的コメントが混在した作品で、ドキュメンタリーというジャンルの限界を押し広げた。
この作品を通してデジタル技術に興味をもったマルケルは、沖縄での戦闘に関する映画『レベル5』と、ポンピドゥーセンターのためにCD-ROM作品『IMMEMORY ONE』を撮る。
映画監督の人物像を描いた作品に、アンドレイ・タルコフスキーに関する『アンドレイ・アルセニエヴィッチの一日』（2000年）、アレクサンドル・メドヴドキンに関する『アレクサンドルの墓 最後のボルシェヴィキ』（1992年）、黒澤明に関する『A.K. ドキュメント黒澤明』（1985年）がある。
晩年はパリ在住、インタビューは受けず、彼の写真を頼まれると、彼の猫ギヨムの写真を代わりに提供する。
2012年7月29日、パリで死去。91歳没。

## フィルモグラフィー

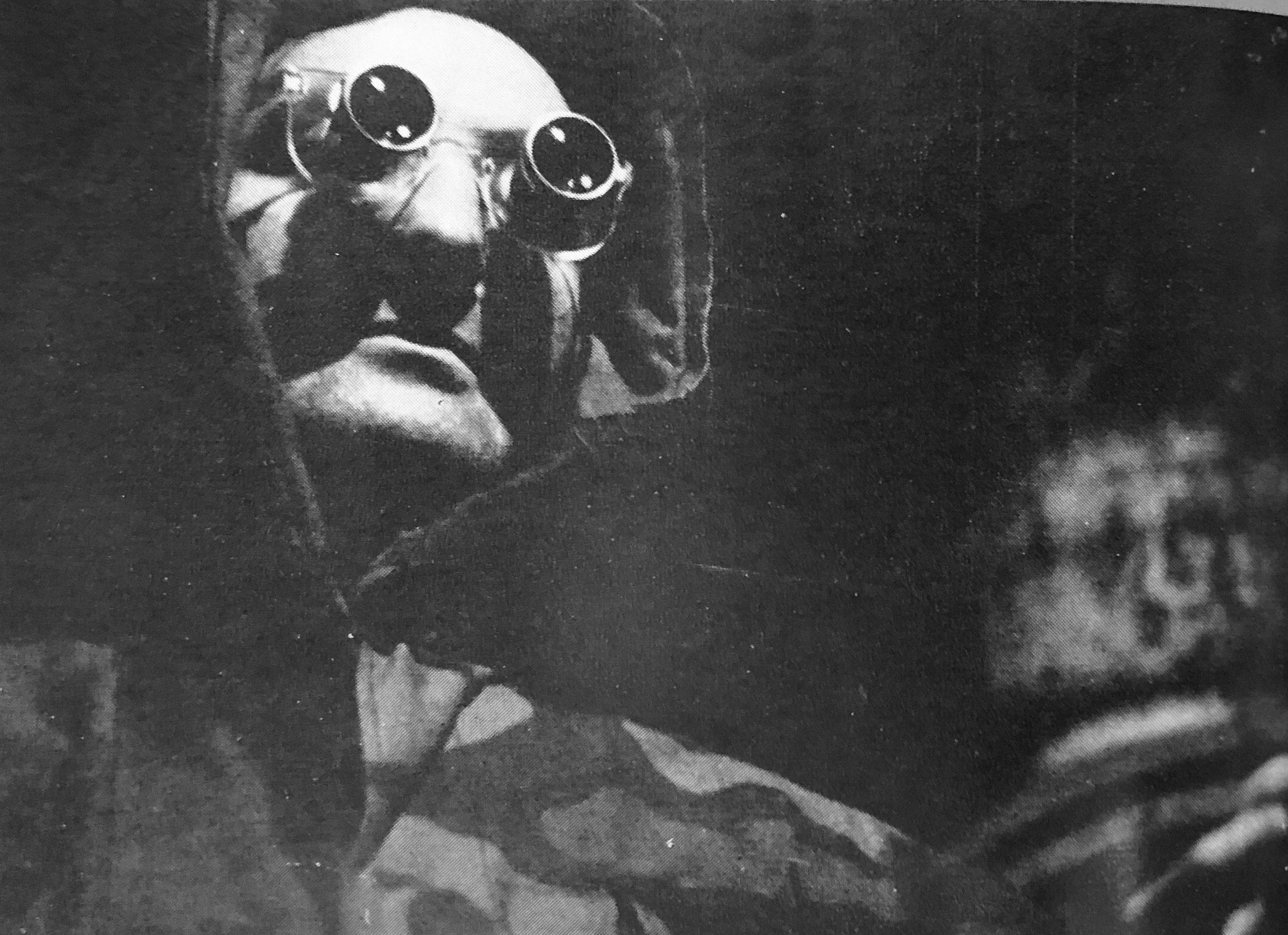
『ラ・ジュテ』（1962年）

### 長編
- Olympia 52 （1952年）
- シベリアからの手紙 Lettre de Sibérie （1958年）
- ある闘いの記述 Description d'un combat （1960年）
- ¡Cuba Sí! （1961年）
- 不思議なクミコ Le Mystère Koumiko （1965年）
- イヴ・モンタン～ある長距離歌手の孤独 La Solitude du chanteur de fond （1974年）
- 空気の底は赤い Le Fond de l'air est rouge （1977年）
- サン・ソレイユ Sans Soleil （1983年）
- A.K. ドキュメント黒澤明 A.K. （1985年）
- Mémoires pour Simone （1986年）
- フクロウの遺産 L'Héritage de la chouette （1989年）
- アレクサンドルの墓 最後のボルシェヴィキ Le Tombeau d'Alexandre （1992年）
- レベル5 Level Five （1997年）
- アンドレイ・アルセニエヴィッチの一日 Une journée d'Andrei Arsenevitch （1999年）
- 笑う猫事件 Chats Perchés （2004年）

### 短編
- La fin du monde, vu[e] par l'ange Gabriel 長さ不明（8ミリ） （1946年）
- La clé des songes 長さ不明（16ミリ） （1954年）
- Un fichu métier 長さ不明 （1955年）
- 北京の日曜日 Dimanche à Pékin （1956年）
- ラ・ジュテ La Jetée （1962年）
- もしラクダを4頭持っていたら Si j'avais quatre dromadaires （1966年）
- シネトラクト Cinétracts （1966年）
- ブラジルからの報告：拷問 On vous parle du Brésil: torture （1969年）
- ブラジルからの報告：カルロス・マリゲーラ On vous parle du Brésil: Carlos Marighela （1970年）
- パリからの報告：言葉は意味を持つ On vous parle de Paris: Maspero, Les Mots ont un sens （1970年）
- プラハからの報告：アルトゥール・ロンドンの第2公判 On vous parle de Prague : le deuxième procès d'Artur London （1971年）
- 動き出す列車 Le Train en marche （1971年）
- 大使館 L'Ambassade （1973年）
- ジュンコピア Junkiopa （1981年）
- クリスからクリストへ From Chris to Christo （1985年）
- ロベルト・マッタ Matta （1985年）
- トウキョウデイズ Tokyo Days （1986年）
- ベルリナー・バラード Berliner ballade / Berlin 1990 （1990年）
- 音楽を聴く猫 Chat écoutant la musique （1990年）
- チャウセスクの回り道 Détour Ceausescu （1990年）
- Getting Away With It （1990年）
- Le Facteur sonne toujours cheval （1992年）
- Coin fenêtre （1992年）
- キャンプニュース8 Le 20 heures dans les camps （1993年）
- スロン・タンゴ SLON Tango （1993年）
- Petite ceinture (vidéo haiku) 1994年）
- Tchaika (vidéo haiku) （1994年）
- Owl Gets in Your Eyes (vidéo haiku) （1994年）
- ブルー・ヘルメット Casque bleu （1995年）
- Stephan Hermlin （1997年）
- エクリプス Éclipse （1999年）
- Leila attacks （2006年）
- And You Are Here （2011年）

### 共作
- 彫像もまた死す Les Statues meurent aussi （1953年） アラン・レネと共同監督
- 夜と霧 Nuit et brouillard （1955年） 助監督
- 宇宙飛行士 Les Astronautes （1959年） ヴァレリアン・ボロフチクと共同監督
- 美しき五月 Le Joli mai （1963年） ピエール・ロムと共同監督
- また近いうちに A bientôt, j'espère （1968年） マリオ・マレットと共同監督
- ペンダゴンの第六の面 La Sixième face du pentagone （1968年） フランソワ・レシャンバックと共同監督
- Jour de tournage （1969年） ピエール・デュプエと共同監督
- 一千万の闘い La Bataille des dix millions （1971年） ヴァレリ・マユと共同監督
- 鯨ばんざい Vive la baleine （1972年） マリオ・ルスポリと共同監督
- チリからの報告：アジェンデは何を語ったか On vous parle du chili : ce que disait Allende ミゲル・リッティンとの共同監督 （1973年）
- コソボの市長 Un maire au Kosovo （2000年） フランソワ・クレミュと共同監督
- 未来の記憶 Le Souvenir d'un avenir （2001年） ヤニック・ブロンと共同監督
- Henchman Glance / Le Regard du bourreau （2008年）　レオ・ハーヴィッツ『アイヒマン裁判』（1961年）と、アラン・レネ『夜と霧』（1955年）を用いた作品。

### 集団製作
- ベトナムから遠く離れて Loin du Viêt Nam （1967年）
- Rhodia 4x8 （1969年）
- 闘争階級 Classe de lutte （1969年）
- Die Kamera in der Fabrik （1970年）
- Puisqu'on vous dit que c'est possible （1973年）
- 2084年 2084 （1984年）

## 関連文献
- Films produits par ISKRA - Filmdocumentaires.com の SLON-ISKRA作品のページ（試聴可能） （フランス語）
- chris marker.ch クリス・マルケルに関する情報サイト （フランス語）
- 未来の記憶のために――クリス・マルケルの旅と闘い - [山形国際ドキュメンタリー映画祭]2013（2013年10月10日～17日）での、上映プログラム
- クリス・マルケル特集 - 東京日仏学院での、レトロスペクティヴ上映プログラム、2000年